# 土肥恒之
土肥 恒之（どひ つねゆき、1947年 - ）は、日本の西洋史学者。専門はロシア社会史、史学史。一橋大学名誉教授。社会学博士。

## 経歴
出生から修学期
1947年、北海道で生まれた。小樽商科大学商学部に進学し、阿部謹也の講義に感銘を受け、歴史学者を志して2年間指導を受けた。1969年3月に小樽商科大学商学部を卒業し、同年4月に一橋大学大学院社会学研究科に進んだ。大学院では本田創造の指導を受けた。1981年に修士課程を修了。1976年3月、一橋大学大学院社会学研究科博士課程を修了。
スラブ史研究者として
1976年4月、小樽商科大学短期大学部専任講師に就いた。1978年10月に同大学助教授昇格。1981年4月、一橋大学社会学部助教授に転じた。1989年2月に同教授昇格。1987年、学位論文『ロシア近世農村社会史』を一橋大学に提出して社会学博士号を取得。2000年4月からは一橋大学社会学研究科教授。2010年に一橋大学を定年退任し、名誉教授となった。

### 委員・役員ほか
- 社会経済史学会顧問[7]
- 文部科学省教科用図書検定調査審議会臨時委員[8]。

## 研究内容・業績
指導学生
ゼミの指導学生には以下がいる。
- 青木恭子（富山大教授）ロシア史
- 石井健（北海学園大教授）英国史
- 岩﨑周一（京都産業大教授）オーストリア史
- 髙橋暁生（上智大教授）フランス史
- 永山のどか（青山学院大教授）ドイツ史
- 森宜人（一橋大教授）ドイツ史
- 森永貴子（立命館大教授）ロシア史
- 渡邊昭子（大阪教育大教授）ハンガリー史

## 著作
単著
- 『ロシア近世農村社会史』創文社 1987
- 『「死せる魂」の社会史：近世ロシア農民の世界』日本エディタースクール出版部 1989
- 『ロシア皇帝の虚像と実像：ツァーリ幻想と民衆』福武書店 1992
- 『ピョートル大帝とその時代：サンクト・ペテルブルグ誕生』中公新書 1992
- 『岐路に立つ歴史家たち：20世紀ロシアの歴史学とその周辺』山川出版社 2000
- 『ステンカ・ラージン：自由なロシアを求めて』山川出版社 2002
- 『よみがえるロマノフ家』講談社〈講談社選書メチエ326〉、2005年3月12日。ISBN 9784062583268。（電子版あり）
- 『ロシア・ロマノフ王朝の大地』講談社〈興亡の世界史14〉、2007年3月17日。ISBN 9784062807142。
  - 『興亡の世界史　ロシア・ロマノフ王朝の大地』講談社〈講談社学術文庫2386〉、2016年9月10日。ISBN 9784062923866。（電子版あり）
- 『図説 帝政ロシア 光と闇の200年』河出書房新社〈ふくろうの本〉、2009年2月20日。ISBN 978-4-309-76124-4。
- 『ロシア社会史の世界』日本エディタースクール出版部, 2010
- 『西洋史学の先駆者たち』中央公論新社(中公叢書) 2012
  - 文庫化 講談社学術文庫 2023
- 『ピョートル大帝』山川出版社(世界史リブレット) 2013

共著・編著
- 『ヨーロッパ近世の開花』(世界の歴史 17) 長谷川輝夫・大久保桂子共著、中央公論社 1997
- 『移動の地域史』(地域の世界史 5) 松本宣郎・山田勝芳編、山川出版社 1998

「ドン・コサックとその世界」土肥著
- 『環大西洋革命』(世界歴史 17) 岩波書店 1999

「ロシア帝国とヨーロッパ」土肥著
- 『社会経済史学の誕生と黒正巌：大阪経済大学創立70周年(2002)記念, 日本経済史研究所開所70周年(2003)記念』山田達夫・徳永光俊編、思文閣出版 2001

「社会経済史学の萌芽と挫折」土肥著
- 『統治と権力』(天皇と王権を考える 2) 網野善彦・樺山紘一・宮田登・安丸良夫・山本幸司編、岩波書店, 2002

「近代の閾に立つツァーリ権力」土肥著
- 文庫化 中公文庫 2009

- 『地域の比較社会史：ヨーロッパとロシア』日本エディタースクール出版部 2007

訳書・共訳
- クリュチェフスキー『ロシア農民と農奴制の起源』未來社、1982年6月5日。ISBN 978-4-624-95068-2。
- ロバート・F・バーンズ 著、清水昭雄、加藤史朗 訳『ロシアの歴史家 V・O・クリュチェフスキー』彩流社、2010年10月8日。ISBN 9784779114854。

雑誌掲載論文
- 土肥1994「ある強制移住：ピョートル改革期農村社会の一断面」『一橋論叢』112巻2号
- 土肥1995「岐路に立つ歴史家：ロシア史学史のための覚書」『一橋論叢』113巻2号
- 土肥1995「ヴォローネジ地方の歴史から」『一橋論叢』114巻3号
- 土肥1999「移住と定住のあいだ：近世ロシア農民再考」『一橋論叢』122巻4号
- 土肥2000「18世紀末のヤロスラフ地方」『一橋論叢』124巻2号
- 土肥2003「ロシアにおける地域史の問題」『一橋論叢』129巻2号